# Puszczino
Puszczino (ros. Пущино) − miasto w Rosji, w obwodzie moskiewskim, 120 km na południe od Moskwy. W 2020 liczyło 20 696 mieszkańców.